# شب یلدا در سیستان
شب یَلدا یا شب چلّه یکی از کهن‌ترین جشن‌های ایرانی و جشن‌های زرتشتی است.
سیستانی‌ها اعتقاد دارند که دو چله وجود دارد؛ چله کوچک که اصطلاح قدیمی آن «چله خرد» و چله بزرگ که به «چله کلو» معروف است. چله کوچک و بزرگ از اول دی ماه آغاز و تا ۱۰بهمن ماه ادامه دارد.
شب چله به گاه‌شماری مردم سیستان ارتباط دارد زیرا مردم این منطقه با یک تقویم و گاه‌شماری ویژه خود شب چله را مشخص می‌کردند. ابوریحان بیرونی این گاه‌شماری قدیمی سیستان را در کتاب ماللهند خود به نقل از ابوسعید آورده‌است. در تاریخ کهن سیستان ماه‌های قدیمی ویژه خود مردم منطقه وجود داشت که شروع آن از چله بود که به آن کریست می‌گفتند. در سیستان نام‌های محلی دیگری برای ماه‌های قمری وجود داشته که هنوز هم در میان سپید مویان منطقه کاربرد دارد.

## آداب و رسوم
اعضای فامیل با رفتن به خانه سپید مویان و سالخوردگان این شب را در حلقه خانواده و بزرگان به صبح می‌رساندند. دور کرسی چوبی یا بخاری هیزمی جمع می‌شدند و به قصه‌های بزرگترها و شاهنامه خوانی‌ها گوش فرا می‌دادند.

### فال حافظ
در شب یلدا در منطقه سیستان رسم بر این است که صاحب‌خانه، دیوان حافظ را به بزرگتر فامیل که سواد دارد، می‌دهد. سپس هر یک از میهمانان نیت کرده و بزرگ مجلس، این جمله را می‌گوید و تفألی به گنجینه حافظ می‌زند: «ای حافظِ شیرازی/ تو محرم هر رازی/ بر ما نظر اندازی/ قسم به قرآن مجیدی که در سینه داری…»

### شاه نُومَه خوانی
این شب نشینی‌ها بهانه ایی برای دور هم جمع شدن و شعر خوانی بود. رستم و سهراب هم بر سر سفره آمده و نقش آفرینی می‌کردند. پدران خوش صدای منازل آنچه را فردوسی گفته بود تحت عنوان (شاه نُومَه خوانی) برای اهل منزل بازگو کرده و می‌خواندند.